# National-Report
National-Report är det företag som sammanställer den colombianska musikindustrins officiella lista. Listplaceringarna baseras på speltid i radio, och listan publiceras varje vecka. Statistiken sammanställs genom att övervaka radiostationerna genom ett automatiserat system i realtid. National-Report samlar också statistik från Venezuela. Man publicerar listan Top 100 Nacional, där bara de 20 främst placerade visas för allmänheten, och resten bara kan läsas av prenumeranterna, likt amerikanska Billboard.